# Jiří Vrána
Jiří Vrána (1. března 1947, Kroměříž – 8. června 2006, Horní Lipová) byl český hudebník a hudební skladatel.

## Studium
S rodiči a starším bratrem Martinem vyrůstal ve Zdounkách u Kroměříže. Pochází z hudební rodiny. Jeho dědeček Edmund Zbytek, vynikající muzikant, klarinetista s obrovským archivem not, totiž působil u vojenské hudby ve Vídni.
Od první třídy se začal učit hře na housle. Od deseti let se věnoval hře na klarinet. Denně cvičil až čtyři hodiny a brzy dostal možnost hrát na klarinet ve školním orchestru. V osmé třídě si se spolužáky založili malou kapelu, v níž hrál altsaxofon. V roce 1962 byl přijat na konzervatoř v Kroměříži, dnes Konzervatoř P. J. Vejvanovského, ke studiu hry na klarinet, klavír a kontrabas.
Za studií na konzervatoři se stal členem tanečního orchestru Alfa Klub. Muzika jej vábila všude a vůbec netušil, jaké problémy mu způsobí. Ve druhém ročníku konzervatoře na Jiřího Vránu přišlo anonymní udání, že hraje na tanečních zábavách a nabádá jazzové fanoušky k výtržnostem. Po nuceném odchodu z konzervatoře, vystudoval Střední všeobecně vzdělávací školu, dnes gymnázium v Kroměříži, kde v roce 1966 maturoval.
Během vojenské základní služby působil u Posádkové hudby v Kroměříži. Po návratu z vojny vedl taneční orchestr ve Zborovicích, hrál s kapelou v Roštíně, kterou vedl tehdejší kapelník posádkové hudby v Brně kpt. Jaroslav Kubáček, jenž se stal mu velkým vzorem.
V roce 1979 se Jiří Vrána ujal funkce kapelníka ve Zdounečance. S touto dechovou hudbou zvítězil v soutěži O zlatý hrozen a získal i první místo na Zlaté křídlovce 1984 v Českých Budějovicích. Se Zdounečankou spolupracoval až do roku 1990. Po návratu do Zdounek a po seznámení s Vladimírem Salčákem se začal komponováním zabývat naplno. Jejich vzájemná spolupráce byla velmi tvořivá. Jednou z jejich prvních a okamžitě velice známých skladeb se stala píseň Blúdila pěsnička. Po ní následovala celá řada melodií s texty Vladimíra Salčáka.
V roce 1996 začal Jiří Vrána spolupracovat s dechovou hudbou Stříbrňankou a postupně rozšířil kontakty s dalšími vynikajícími textaři. V roce 1997 mu hudební vydavatelství EDIT vydalo profilové CD pojmenované po úvodní písni alba s názvem Najpěknější děvčice s textem Václava Babuly.
V témže roce byl jedním ze zakládajících členů volného sdružení Misie dechové hudby v Moravských Budějovicích. Posláním sdružení je propagace kvalitní dechové hudby, její osvěta, setkávání příznivců tohoto žánru při koncertech, festivalech a přehlídkách, diskuse k úrovni a prezentaci i setkávání autorů a textařů, publicistů. Na akcích Misie se seznámil s Miloněm Čepelkou, Ádou Školkou, Jaroslavem Hájkem, Ladislavem Prudíkem a mnoha dalšími hudebníky i textaři.
Vránovo druhé autorské CD s názvem Vyznání Jiřího Vrány vydal EDIT v roce 2002. K osmi skladbám připsala texty Marie Kolomazníková. Spolupracoval s orchestry na Slovensku, ve Švýcarsku, Německu či ve Francii. Texty k jeho hudbě psaly i Růžena Sypěnová nebo Hana Čiháková.
Jiří Vrána, který byl povoláním mistrem ve strojírenské výrobě, měl i vlastní hudební vydavatelství, kde vydával své skladby a také autorizovaná aranžmá pro malé dechové orchestry. Napsal přes 170 skladeb pro dechový orchestr a přes 20 aranžmá.
Byl ženatý a měl tři dcery. Pohřben je ve Zborovicích.